# ثاوزند أوكس (كاليفورنيا)
ثاوزند أوكس (بالإنجليزية: Thousand Oaks)‏ هي مدينة في جنوب شرق مقاطعة فينتورا، كاليفورنيا، الولايات المتحدة. تقع في الجزء الشمالي الغربي من منطقة لوس أنجلوس الكبرى، على بعد حوالي 35 ميلا (56 كم) من وسط مدينة لوس أنجلوس، وتبعد أقل من 15 ميلا (24 كم) عن حي مدينة وودلاند هيلز بمدينة لوس أنجلوس. وقد سميت المدينة نسبة إلى العديد من أشجار البلوط التي تنمو في المنطقة، ويزين ختم المدينة أيضا بالبلوط.
تشكل المدينة النواة المأهولة بالسكان في وادي كونيهو، الذي يشمل «ثوساند أوكس بروبير»، و«منتزه نيوبري»، و«ويستليك فيلاج»، وأغورا هيلز، و«أواك بارك». يعبر خط مقاطعة لوس أنجلوس-مقاطعة فينتورا في حدود المدينة الشرقية مع قرية ويستلايك. ويقدر عدد السكان ب 129,339 في عام 2015، مقارنة ب 683 126 في تعداد 2010.
كانت «ثاوزيند أوكس» و«نيوبري بارك» جزءا من المدينة المخططة الرئيسية، التي أنشأتها شركة جانس للاستثمار في منتصف الخمسينات. وشملت حوالي 1000 منزل مخصص، و 2,000 مسكن لعائلات مفردة، ومركز تسوق إقليمي، وحديقة صناعية مساحتها 200 فدان (0.81 كم 2)، والعديد من مراكز التسوق في الأحياء. متوسط سعر المنزل حوالي 669,500 دولار. ثاوزيند أوكس في المرتبة الرابعة الأكثر أمانا بين المدن التي يبلغ عدد سكانها أكثر من 100,000 في الولايات المتحدة من قبل مكتب التحقيقات الفدرالي في 2013.

## التركيبة السكانية
حدّد مكتب تعداد الولايات المتحدة بيانات التركيبة السكانية لثاوزند أوكس في تعداد الولايات المتحدة. في ما يلي، التركيبة السكانية حسب تعدادي 2000 و2010.

### تعداد عام 2000
بلغ عدد سكان ثاوزند أوكس 117,005 نسمة بحسب تعداد عام 2000، وبلغ عدد الأسر 41,793 أسرة وعدد العائلات 31,162 عائلة مقيمة في المدينة. في حين سجلت الكثافة السكانية 815.3 نسمة لكل كيلومتر مربع (2,111.6/ميل2). وبلغ عدد الوحدات السكنية 42,958 وحدة بمتوسط كثافة قدره 299.3 لكل كيلومتر مربع (775.2/ميل2).
وتوزع التركيب العرقي للمدينة بنسبة 85.09% من البيض و1.06% من الأمريكيين الأفارقة و0.54% من الأمريكيين الأصليين و5.87% من الأمريكيين ذوي الأصول الآسيوية و0.11% من سكان جزر المحيط الهادئ و4.51% من الأعراق الأخرى و2.82% من عرقين مختلطين أو أكثر و13.10% من الهسبانيون أو اللاتينيون من أي عرق.
بلغ عدد الأسر 41,793 أسرة كانت نسبة 39.4% منها لديها أطفال تحت سن الثامنة عشر تعيش معهم، وبلغت نسبة الأزواج القاطنين مع بعضهم البعض 62.4% من أصل المجموع الكلي للأسر، ونسبة 8.7% من الأسر كان لديها معيلات من الإناث دون وجود شريك، بينما كانت نسبة 3.5% من الأسر لديها معيلون من الذكور دون وجود شريكة وكانت نسبة 25.4% من غير العائلات. تألفت نسبة 19.6% من أصل جميع الأسر من عدة أفراد يعيشون في نفس المنزل ونسبة 7.1% كانت تتألف من شخص يعيش بمفرده يبلغ من العمر 65 عاماً أو أكثر. وبلغ متوسط حجم الأسرة المعيشية 2.75، أما متوسط حجم العائلات فبلغ 3.15.
بلغ العمر الوسطي للسكان 37.7 عاماً. وكانت نسبة 25.9% من القاطنين تحت سن الثامنة عشر، وكانت نسبة 6.4% بين الثامنة عشر والرابعة والعشرين عاماً، ونسبة 29.8% كانت واقعةً في الفئة العمرية ما بين الخامسة والعشرين والرابعة والأربعين عاماً، ونسبة 25.8% كانت ما بين الخامسة والأربعين والرابعة والستين، ونسبة 10.4% كانت ضمن فئة الخامسة والستين عاماً فما فوق. يوجد لكل 100 أنثى 97.3 ذكر، ويوجد لكل 100 أنثى في الثامنة عشر من عمرها فما فوق 94.2 ذكر.
بلغ متوسط دخل الأسرة في المدينة 76,815 دولارًا، أما متوسط دخل العائلة فبلغ 86,041 دولارًا. وكان متوسط دخل الذكور 62,814 دولارًا مقابل 40,634 دولارًا للإناث. وسجل دخل الفرد الخاص بالمدينة 34,314 دولارًا. وكانت نسبة 3.2% من العائلات ونسبة 5% من السكان تحت خط الفقر، وكان من هؤلاء نسبة 5.4% تحت سن الثامنة عشر ونسبة 5.1% في الخامسة والستين من العمر وما فوق.

### تعداد عام 2010
بلغ عدد سكان ثاوزند أوكس 126,683 نسمة بحسب تعداد عام 2010، وبلغ عدد الأسر 45,836 أسرة وعدد العائلات 33,391 عائلة مقيمة في المدينة. في حين سجلت الكثافة السكانية 882.7 نسمة لكل كيلومتر مربع (2,286.2/ميل2). وبلغ عدد الوحدات السكنية 47,497 وحدة بمتوسط كثافة قدره 331 لكل كيلومتر مربع (857.3/ميل2).
وتوزع التركيب العرقي للمدينة بنسبة 80.28% من البيض و1.32% من الأمريكيين الأفارقة و0.39% من الأمريكيين الأصليين و8.72% من الأمريكيين ذوي الأصول الآسيوية و0.12% من سكان جزر المحيط الهادئ و5.42% من الأعراق الأخرى و3.75% من عرقين مختلطين أو أكثر و16.85% من الهسبانيون أو اللاتينيون من أي عرق.
بلغ عدد الأسر 45,836 أسرة كانت نسبة 35.9% منها لديها أطفال تحت سن الثامنة عشر تعيش معهم، وبلغت نسبة الأزواج القاطنين مع بعضهم البعض 59.4% من أصل المجموع الكلي للأسر، ونسبة 9.3% من الأسر كان لديها معيلات من الإناث دون وجود شريك، بينما كانت نسبة 4.2% من الأسر لديها معيلون من الذكور دون وجود شريكة وكانت نسبة 27.2% من غير العائلات. تألفت نسبة 21.2% من أصل جميع الأسر من عدة أفراد يعيشون في نفس المنزل ونسبة 9.7% كانت تتألف من شخص يعيش بمفرده يبلغ من العمر 65 عاماً أو أكثر. وبلغ متوسط حجم الأسرة المعيشية 2.73، أما متوسط حجم العائلات فبلغ 3.15.
بلغ العمر الوسطي للسكان 41.5 عاماً. وكانت نسبة 23.7% من القاطنين تحت سن الثامنة عشر، وكانت نسبة 8.1% بين الثامنة عشر والرابعة والعشرين عاماً، ونسبة 23.6% كانت واقعةً في الفئة العمرية ما بين الخامسة والعشرين والرابعة والأربعين عاماً، ونسبة 30% كانت ما بين الخامسة والأربعين والرابعة والستين، ونسبة 14.7% كانت ضمن فئة الخامسة والستين عاماً فما فوق. وتوزع التركيب الجنسي للسكان بنسبة 48.9% ذكور و51.1% إناث.

## أعلام
- جاك كيربي
- كلير ليو
- أوليفيا أوبراين
- أماندا بينز
- هيذر موريس
- باتريك لونغ